# UDFy-38135539
UDFy-38135539 — галактика, яка розташована у сузір'ї Піч. Станом на жовтень 2010 року була найвіддаленішим із усіх відомих астрономічних об'єктів — відстань до неї становить 13,1 млрд світлових років, крім того, вона також була найстарішою із усіх відомих галактик — із Землі її видно такою, якою була через 600 млн років після Великого вибуху. Пізніше було відкрито більш далекий об'єкт — галактику UDFj-39546284.

## Відкриття

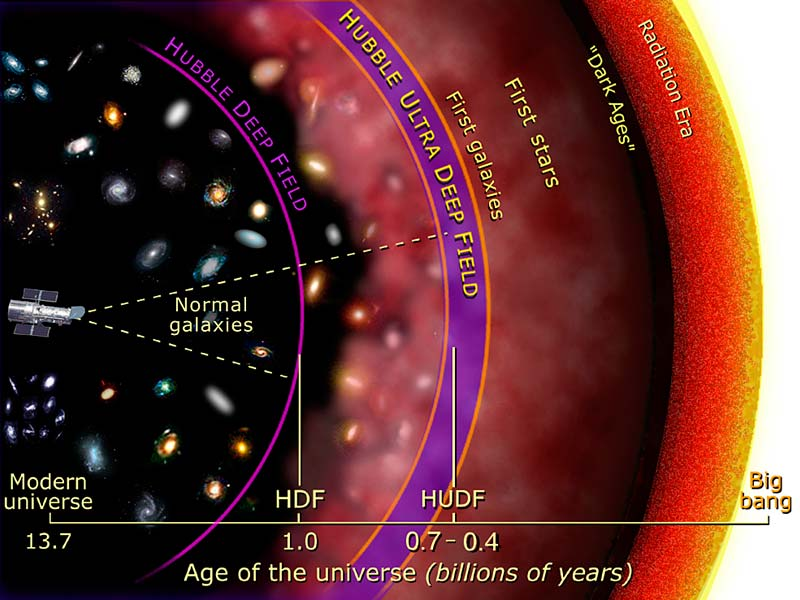
Телескоп Хаббл дивиться у минуле

Галактика була виявлена телескопом «Хаббл» у 2009 році. Для підтвердження відкриття були потрібні додаткові спостереження та розрахунки. Після двох місяців роботи на телескопі VLT в Чилі, ретельного аналізу та перевірки отриманих результатів було виявлене слабке випромінювання цієї галактики у лінії водню. Червоний зсув об'єкта виявився рівним 8,55, що відповідає віку галактики в 600 мільойнів років після Великого вибуху.
Досі найвіддаленішою галактикою вважалась IOK-1 із сузір'я Волосся Вероніки, червоний зсув якої дорівнював 6,96, найвіддаленішим об'єктом — гамма-сплеск GRB 090423 (сузір'я Лева) із z = 8,2.